# Francesco Vidulich
Francesco Vidulich, původně Franjo Vidulić, v německých pramenech též Franz Vidulich (12. ledna 1819 Mali Lošinj – 23. ledna 1889 Poreč), byl rakouský politik italské národnosti z Istrie, v 2. polovině 19. století poslanec Říšské rady.

## Biografie
Ač jeho jméno poukazovalo na chorvatský (někdy uváděno též slovinský) původ po otci, hlásil se k italské národnosti a kultuře. Český tisk ho nazýval odrodilým Slovanem.
Vychodil obecnou školu v rodné obci, gymnázium vystudoval v Zadaru a pak práva na vysoké škole ve Vídni a v Padově. Roku 1846 získal titul doktora práv. Působil jako notář v Lošinji.
Během revolučního roku 1848 se pak zapojil do politického dění. Ve volbách roku 1848 byl zvolen na rakouský ústavodárný Říšský sněm. Zastupoval volební obvod Cres. Uvádí se jako doktor. Patřil ke sněmovní levici.
V roce 1861 byl zvolen na Istrijský zemský sněm za kurii městskou, obvod Mali Lošinj, Cres, Krk. Ve volbách v roce 1867 mandát obhájil. Působil jako náměstek zemského hejtmana. V prosinci 1866 mu byl udělen Řád železné koruny. Zemský sněm ho 22. února 1867 zvolil i do Říšské rady. Zemský sněm ho do Říšské rady delegoval opět roku 1870. 19. září 1870 složil slib. Opětovně byl zemským sněmem do vídeňského parlamentu vyslán i roku 1871. Uspěl rovněž v prvních přímých volbách do Říšské rady roku 1873, kdy byl zvolen za kurii měst a obchodních a živnostenských komor, obvod Istrie, Rovinj. Mandát zde obhájil i ve volbách do Říšské rady roku 1879 a volbách do Říšské rady roku 1885. Od roku 1873 do roku 1879 a znovu v období let 1879–1885 zastával funkci místopředsedy Poslanecké sněmovny Říšské rady. Poslancem ve Vídni byl až do své smrti. Až do své smrti zasedal rovněž na zemském sněmu.
Byl liberálně orientován. Na Říšské radě se v říjnu 1879 uvádí jako člen staroněmeckého Klubu liberálů (Club der Liberalen). V prosinci 1882 se přidal k nově ustavenému poslaneckému Coroniniho klubu, oficiálně nazývanému Klub liberálního středu, který byl orientován vstřícněji k vládě Eduarda Taaffeho. Za člena Coroniniho klubu se uvádí i po volbách do Říšské rady roku 1885.
Po dlouhou dobu zastával funkci zemského hejtmana Istrie. Byl do ní jmenován mj. v roce 1883. Když roku 1888 navrhli chorvatští poslanci na zemském sněmu podávat návrhy a interpelace jen v chorvatštině, odmítl Vidulich jejich podání přijmout, pokud nebudou doprovázena i italským překladem.
Zemřel v lednu 1889.